# Ljiljana Šljapić
Ljiljana Šljapić (Beograd, 1. septembar 1940 — Beograd, 20. januar 2019) bila je srpska glumica i pevačica starogradskih pesama. Glumila je u preko 60 pozorišnih predstava i ostvarila je preko 40 uloga na filmu i televiziji.
Bila je i član je Saveza dramskih umetnika Srbije od 1963. godine.

## Karijera
Ljiljana Šljapić je rođena 1. septembra 1940. godine u Beogradu. Osnovnu školu i gimnaziju završila u Beogradu, kao i nižu muzičku školu (klavirski odsek) i Baletsku školu ˝Lujo Davičo˝.
Karijeru je započela 1956. godine kada je primljena u Akademsko pozorište ˝Branko Krsmanović˝.
U periodu između 1959 – 1961. godine ostvaruje profesionalni angažman u Narodnom pozorištu u Sarajevu, a 1961. godine započinje angažman u Jugoslovensko dramskom pozorištu u Beogradu i Ateljeu 212.
Od 1964. godine je u profesionalnom angažmanu u Savremenom pozorištu u Beogradu, a nakon deobe pozorišta ostaje angažovana u Pozorištu na Terazijama, sve do 1994. godine kada odlazi u penziju.
Ostvarila je više od 60 pozorišnih uloga u svim žanrovima – drama, komedija, opereta i mjuzikl i preko 40 uloga u TV serijama, dramama i na filmu.
Više od 20 godina je bila prvakinja Pozorišta na Terazijama.
Paralelno sa profesionalnim angažmanom u pozorištu, na televiziji i filmu, kontinuirano nastupa i u radio emisijama „Veselo veče“, „Vreme sporta i razonode“, „Vikend magazin“, „Radio kabare“...
Dobila je više profesionalnih priznanja, kao i nagradu na festivalu Dani komedije u Jagodini 1985. godine za ulogu Jozefine u predstavi Banja za nerotkinje.
Učestvovala je više puta na muzičkom festivalu „Beogradsko proleće“, gde je osvojila i dve nagrade. Pored nekoliko singl ploča, 1973. godine je objavila svoju LP ploču „Za tvoju i moju dušu“.

### Pozorišne uloge
- 1956. predstava Krstarica Aurora, AKUD Branko Krsmanović, Beograd

U Narodnom pozorištu u Sarajevu:
- 1959. Ćelava pevačica
- 1959. Rat i Mir, režija V.Jablan, uloga Nataše Rostove
- 1959. Dundo Maroje, režija Fotez, uloga Petrunjele
- 1959. Edmund Kin, režija B.Grigorovic
- 1959. Ribarske svađe
- 1960. Je li ovuda prošao mlad čovek
- 1960. Henri VIII i njegovih šest žena, režija B.Drašković
- 1960. Večiti mladoženja, režija B.Grigorović, uloge Perunika; Matildhen

U Jugoslovenskom dramskom pozorištu:
- 1961. Vilovnjak sa zapadne strane, režija P.Bajčetić
- 1961. Govor cveća - G.Lorke
- 1961. Dantonova smrt

U Savremenom pozorištu, Beogradskom pozorištu i Pozorištu na Terazijama:
- 1962. Pokojnik – B.Nušić, uloga Ane
- 1963. Put oko Sveta – B.Nušić; uloga Pevačice šlagera, Madam
- 1964. Filip na konju – V.Popovića; uloga Ane
- 1964. Ljubav u Moskvi – D.Šostaković, Mas, Červinski; uloga Maše
- 1964. Posle pada – A.Milera; uloga Helge
- 1964. Mećava – L.Leonova; uloga Vajka
- 1965. Tugovanka za G.Čarlija – Đ.Boldvina; uloga Suzana
- 1966. 1000 kamiona – D.Sušića; uloga Seljanka
- 1966. Mišja staza – M.Đarfaša; uloga Mari
- 1967. Smrtonosna motoristika – A.Popovića; uloga Pavice
- 1967. Pokondirena tikva – J.St.Popović; uloga Evice
- 1968. Priča iz zapadnog kvarta – L.Berštajna; uloga Rozalija
- 1968. Kameni gost – A.Puškina i Prosidba – A.Čehova; uloge Dona Laura i Natalija Stepanova
- 1968. Nikoletina Bursać – B.Ćopić; uloga Curetak
- 1969. Poljubi me, Keti – S.Portera, SIB Spevaka; uloga Lois Lejn
- 1969. Cvrčak na ognjištu – Č.Dikens; uloga Meri Piribingl
- 1970. Grofica Marica – E.Kelmana, J.Bramera, uloga Liza
- 1970. Velika trka – M.Grgić. A.Kabiljo; uloga Marija
- 1970. Beograd nekad i sad – Sterija, Nušić, Bećković, Borisavljević; uloge Ljuba, Buba, Ingrid
- 1971. Majstor s mora – Bačić, Kovač, uloga Magali
- 1971. Do pola na drvetu – P.Justinova; uloga Helga
- 1972. Dama iz maksima – Ž.Fejdoa, uloga Maca Šljunak
- 1973. Ženski razgovori – D.Radović
- 1974. Rozmari – o.Hamrestejna, uloga Ledi Džejn
- 1974. Mala Florami – I.Tijardovića; uloga Misili Bisili
- 1974. Slamni šešir – C.Labiša; uloga Klara
- 1974. Naručena komedija – F.Hadžića; uloga Marija
- 1975. A štuke nema – T.Partljića; uloga Matilda
- 1975. Pokondirena tikva – J.St.Popović; uloga Evica
- 1977. Ubi il poljubi – R.Đukić, D.Kraljić; uloga Mila
- 1977. Druga Tita ogledalo – I.Rastegorac
- 1977. Besparica u dva vica – Novak Novak; uloga Popadićka, Dajka
- 1977. Novi orfeum Brane Cvetkovića – B.Cvetković
- 1977. Šuma – A.N.Ostrovskog; uloga Raisa Pavlova
- 1978. Opera za tri groša – Brehta i Vjla; uloga Cecilija Pičem
- 1978. Pozajmljeni stan – I.Berčika; uloga Vali
- 1979. Dani srcem dopevani – V.Marković; I Solista
- 1980. Vezana vreća – Ž.Fejdoa; uloga Lizeta
- 1980. Soliter – V.Jankovića; uloga Nada
- 1981. Kandid – L.Berštajna; uloga Stara dama
- 1981. Andra i Ljubica – Šećerović, Đurković; uloga Ruža
- 1981. Porodica Blo – Lj.Bobić; uloga Kosara
- 1981. Ljubovnici, uloga Anja
- 1982. Večiti studenti – Z.Đorđević; uloga Gospa Mara
- 1983. Svečana večera u pogrebnom preduzeću – I.Brešena; uloga Marija Brka
- 1983. Jugo rulet – M.Živković; uloga Darinka Tošić
- 1984. Banja za nerotkinje – M.Zupanc, uloga Jozefina Tafra
- 1985. Jalta, Jalta – Grgić, Kabiljo, uloga Nina
- 1985. Kasica prasica – E.Labiš; uloga Leonida
- 1986. Probudi se, Kato – M.Grgić; uloga Tašte
- 1988. Narodni poslanik – B.Nušić; uloga Gospa Marina
- 1989. Noć ludaka u Gospodskoj ulici – M.Krečković; uloge Katarina, Eva Braub, Ledi Hamilton
- 1990. Prestaće vetar – Fazlagić, Bačić, Borisavljević; uloga Baba
- 1990. Neki to vole vruće –P.Stona, B. Merila; uloga Slatka Džezi[3]
- 1991. Zimski dvorac – Romčevića; uloga Ana
- 1992. Visoka škola foliraže – Skarničija; uloga Valerija Papagato
- 1993. Kabare – Dž.Masterhofa, Kandera, Eba; uloga G-ca Šnajder

### Filmske i TV uloge
| God.  | Naziv                                     | Uloga |
| ----- | ----------------------------------------- | ----- |
| 1962. | Sasa                                      |       |
| 1963. | Grad (TV)                                 |       |
| 1963. | Cipelice od krokodilske koze (TV)         |       |
| 1967. | 104 strane o ljubavi (TV)                 |       |
| 1967. | Dežurna ulica (TV)                        |       |
| 1967. | Ljubav preko noći (TV)                    |       |
| 1967. | Volite se ljudi (TV Serija)               |       |
| 1968. | Tim koji gubi (TV)                        |       |
| 1969. | Muzikanti (TV Serija)                     |       |
| 1969. | Rađanje radnog naroda (TV Serija)         |       |
| 1970. | Nasi maniri (TV)                          |       |
| 1970. | Đido (TV)                                 |       |
| 1970. | Jeppe brdjanin (TV)                       |       |
| 1970. | Burdus                                    |       |
| 1971. | Klopka za generala                        |       |
| 1972. | Majstori - Džudistkinja (TV serija)       |       |
| 1973. | Junak mog detinjstva (TV serija)          |       |
| 1973. | Milojeva smrt (TV)                        |       |
| 1973. | Nase priredbe (TV Serija)                 |       |
| 1978. | Gospođa ministarka (TV)                   |       |
| 1979. | Gersla (TV)                               |       |
| 1979. | Kakav dan (TV)                            |       |
| 1980. | Rad na određeno vreme                     |       |
| 1981. | Lov u mutnom                              |       |
| 1982. | Savamala                                  |       |
| 1982. | živeti kao sav normalan svet              |       |
| 1983. | Kamiondžije 2 (TV Serija)                 |       |
| 1983. | Zadah tela                                |       |
| 1984. | Dr (TV)                                   |       |
| 1984. | Sta se zgodi kad se ljubav rodi           |       |
| 1984. | Kraj rata                                 |       |
| 1984. | Banjica - Vujkovićeva supruga (TV Serija) |       |
| 1984. | Формула 1 (серија)                        |       |
| 1985. | Indijsko ogledalo                         |       |
| 1986. | Neozbiljni Branislav Nusić (TV)           |       |
| 1986. | Druga Žikina dinastija                    |       |
| 1988. | Dome, slatki dome (TV Serija)             |       |
| 1989. |                                           |       |
| 1989. | Masmediologija na Balkanu                 |       |
| 1989. | Drugarica ministarka (TV Serija)          |       |
| 1990. | Narodni poslanik (TV)                     |       |
| 1990. | U ime zakona (TV Serija)                  |       |
| 1991. | Svemirci su krivi za sve                  |       |
| 1992. | Dama koja ubija                           |       |
| 1993. | Mrav pešadinac                            |       |
| 2002. | Hotel sa 7 zvezdica (TV Serija)           |       |

## Festivali
- 1970. IX Festival vojničkih pesama - Najbolji je vojnik dragi moj
- 1981. Beogradsko proleće - Kod dva jelena (Veče nove gradske pesme)
- 1982. Beogradsko proleće - Šaren - oči (Veče nove gradske pesme)
- 1996. Beogradsko proleće - Poljubi me (Veče gradske pesme i romanse)

## Spoljašnje veze
- Ljiljana Šljapić na sajtu  (jezik: engleski)